# Il Barone Rampante
Il Barone Rampante – były włoski zespół wyścigowy.

## Historia
Il Barone Rampante był juniorskim zespołem Benettona, założonym w 1991 roku przez Giuseppe Ciprianiego i startującym w Międzynarodowej Formule 3000 w latach 1991–1993. Zespół wziął nazwę od książki Italo Calvino z 1957, Baron drzewołaz (wł. Il barone rampante). Kierowcami zespołu byli między innymi Alessandro Zanardi, Rubens Barrichello, Andrea Montermini, Jan Lammers czy Pedro Chaves. Zanardi wywalczył tytuł wicemistrzowski w 1991 roku, a Montermini rok później.
W 1991 roku zespół podjął próbę wejścia do Formuły 1. W tym celu ściągnięto z Lotusa Enrique Scalabroniego, by zaprojektował samochód. Mówiono, że Il Barone Rampante może używać silników Forda V8, a Benetton zrezygnować z silników Forda na rzecz silników Jaguar V12. Istniały również spekulacje, jakoby Il Barone Rampante miał wykupić zespół Tyrrell. Nigdy jednak do tego nie doszło, a Il Barone Rampante nigdy nie wystartował w Formule 1.
W 1994 roku zespół ogłosił upadłość.

## Wyniki w Formule 3000
| Legenda oznaczeń w tabelach wyników Wyświetl szablon na nowej stronie | Legenda oznaczeń w tabelach wyników Wyświetl szablon na nowej stronie                                                                     |
| Oznaczenie                                                            | Wyjaśnienie |
| --------------------------------------------------------------------- | --- |
| Złoty                                                                 | Zwycięzca lub mistrzostwo |
| Srebrny                                                               | 2. miejsce lub wicemistrzostwo |
| Brązowy                                                               | 3. miejsce lub II wicemistrzostwo |
| Zielony                                                               | Ukończył, punktował (w klasyfikacji generalnej, gdy zdobył co najmniej jeden punkt na przestrzeni sezonu, poza trzema powyższymi opcjami) |
| Niebieski                                                             | Ukończył, nie punktował (w klasyfikacji generalnej, gdy nie zdobył co najmniej jednego punktu na przestrzeni sezonu)                      |
| Czerwony                                                              | Nie zakwalifikował się (NZ) |
| Czerwony                                                              | Nie prekwalifikował się (NPK) |
| Różowy                                                                | Nie ukończył (NU) |
| Różowy                                                                | Niesklasyfikowany (NS) (w klasyfikacji generalnej, gdy nie został sklasyfikowany w żadnym wyścigu sezonu)                                 |
| Czarny                                                                | Zdyskwalifikowany (DK) |
| Czarny                                                                | Wykluczony (WYK/EX) |
| Biały                                                                 | Nie wystartował (NW) |
| Biały                                                                 | Kontuzjowany (K/INJ) |
| Biały                                                                 | Wyścig odwołany (OD/C) |
| Bez koloru                                                            | Został wycofany (WYC/WD) |
| Bez koloru                                                            | Nie przybył (NP/DNA) |
| Bez koloru                                                            | Nie brał udziału w treningach (NT/DNP) |
| Bez koloru                                                            | Nie został zgłoszony (–) |
| Pogrubienie                                                           | Start z pole position |
| Kursywa                                                               | Najszybsze okrążenie wyścigu |
| †                                                                     | Nie ukończył, ale jego rezultat został zaliczony ze względu na przejechanie więcej niż 90% dystansu wyścigu.                              |
| *                                                                     | Sezon w trakcie |
| 1/2/3                                                                 | Punktowana pozycja w sprincie kwalifikacyjnym                                                                                             |
| Lista systemów punktacji Formuły 1                                    | |

| Sezon | Samochód    | Silnik      | Opony | Kierowcy           | 1   | 2   | 3   | 4   | 5   | 6   | 7   | 8   | 9   | 10  | Pkt.* | Msc.* |
| ----- | ----------- | ----------- | ----- | ------------------ | --- | --- | --- | --- | --- | --- | --- | --- | --- | --- | ----- | ----- |
| 1991  | Reynard 91D | Mugen Honda | A     |                    | VAL | PAU | JER | MUG | PER | HOC | BRA | SPA | LEM | NOG | 42    | 2     |
| 1991  | Reynard 91D | Mugen Honda | A     | Alessandro Zanardi | 1   | NU  | 2   | 1   | NU  | NU  | 2   | 2   | NU  | 2   | 42    | 2     |
| 1991  | Reynard 91D | Mugen Honda | A     | Giuseppe Bugatti   | 5   | NU  | NU  | NU  | 3   | NU  | NU  | 16  | NU  | 7   | 6     | 11    |
| 1992  | Reynard 92D | Judd        | A     |                    | SIL | PAU | CAT | PER | HOC | NUR | SPA | ALB | NOG | MAG | 34**  | 2**   |
| 1992  | Reynard 92D | Judd        | A     | Andrea Montermini  | NU  | NU  | 1   | 3   | 9   |     |     |     |     |     | 34**  | 2**   |
| 1992  | Reynard 92D | Ford        | A     | Andrea Montermini  |     |     |     |     |     | NU  |     |     |     |     | 34**  | 2**   |
| 1992  | Reynard 92D | Ford        | A     | Pedro Chaves       |     |     |     |     |     |     | NZ  | 11  | 10  | NU  | 0     | 20    |
| 1992  | Reynard 92D | Judd        | A     | Rubens Barrichello | 2   | 3   | 2   | NU  | 6   |     |     |     |     |     | 27    | 3     |
| 1992  | Reynard 92D | Ford        | A     | Rubens Barrichello |     |     |     |     |     | 3   | 5   | 6   | 6   | 5   | 27    | 3     |
| 1992  | Reynard 92D | Judd        | A     | Fabiano Vandone    | 10  | NU  | 14  | 10  | 17  |     |     |     |     |     | 0     | 27    |
| 1992  | Reynard 92D | Judd        | A     | Gianpiero Simoni   |     |     |     |     |     | NU  | 10  | 9   | NU  | 6   | 1     | 18    |
| 1993  | Reynard 93D | Ford        | A     |                    | DON | SIL | PAU | PER | HOC | NUR | SPA | MAG | NOG |     | 0     | NS    |
| 1993  | Reynard 93D | Ford        | A     | Éric Angelvy       | NU  | NU  | NU  | NZ  | NU  |     |     |     |     |     | 0     | NS    |
| 1993  | Reynard 93D | Ford        | A     | Jan Lammers        | 9   | 9   | 10  | 4   | 7   | NU  |     |     |     |     | 3     | 15    |
| 1993  | Reynard 92D | Ford        | A     | Vittorio Zoboli    | NU  | 12  | NZ  | NU  |     |     |     |     |     |     | 0     | 28    |

* Podano miejsce i liczbę punktów danego kierowcy w klasyfikacji kierowców. Punktów w klasyfikacji zespołów nie przyznawano.
** 23 punkty Montermini zdobył w Forti Corse.